# Ropalopus hanae
Ropalopus hanae är en skalbaggsart som beskrevs av Gianfranco Sama och Rejzek 2002. Ropalopus hanae ingår i släktet Ropalopus och familjen långhorningar. Inga underarter finns listade i Catalogue of Life.